# Louis Robert (intendant)
Pour les articles homonymes, voir Louis Robert et Robert.
Louis Robert, chevalier, sieur de La Fortelle, né le 22 février 1636 - † 8 juillet 1706, fils de Nicolas Robert, secrétaire de la chambre du roi, et de Suzanne Choart de Buzenval.
Il est le premier titulaire du poste d'intendant de la Nouvelle-France. Il ne vient cependant pas à Québec.

## Biographie
Robert commence sa carrière comme avocat, suivant en cela l'exemple familial. Grâce à ses relations entretenues avec le cousin germain de sa mère, le secrétaire d'État de la Guerre Michel Le Tellier, il devient dès 1660, à l'âge de 23 ans, intendant d'armée. C'est le 21 mars 1663 que Louis Robert reçoit ses lettres de provisions, le nommant premier intendant de la Nouvelle-France. Cette décision accompagne celle de rattacher cette dernière à la métropole, comme province de France, afin de restructurer de façon importante la colonie et lui redonner un second souffle. La création du Conseil souverain de la Nouvelle-France intervient en effet en avril 1663. L'époque de la gestion monopolistique des compagnies est révolue. C'est Jean Talon qui prend effectivement la fonction en se rendant en 1665 en Nouvelle-France.
Plusieurs raisons peuvent expliquer que Louis Robert ne vienne jamais occuper son poste d'intendant à Québec. L'envoi de troupes pour organiser la campagne contre les Iroquois est retardée, le transfert d'un intendant s'en trouve par la même occasion moins urgente. Comme il est proche parent de Michel Le Tellier, c'est sans doute par cette famille qu'il obtient le poste. Par contre, Colbert, qui ne devient secrétaire d'État à la Marine et la Maison du roi que le 7 mars 1669, a pu également intervenir pour déplacer Robert vers d'autres fonctions, dans le but d'une prise progressive de contrôle de la marine en y plaçant ses propres hommes (N.B.: dès 1662, Colbert a exercé une autorité officieuse sur la marine, bien que la "signature" relevait toujours de Loménie de Brienne, puis, à partir de 1662, d'Hugues de Lionne, pour ce qui était de la marine du Ponant, et de Michel Le Tellier, pour ce qui était de la marine du Levant). 
Cumulant les charges d'intendance, Louis Robert épouse Anne Maudet le 31 décembre 1666. Mutations dans le nord : Dunkerque (1669), Utrecht (1672), où son zèle à récolter les contributions le font remarquer du ministre de la Guerre. Dès 1673, il achète une grande seigneurie près de Rozoy-en-Brie.
Il termine sa carrière à la Chambre des comptes de 1679 à 1695. Il meurt le 8 juillet 1706.